# 帅志刚
帅志刚（1962年8月27日—），男，江西铅山人，中国理论化学家，清华大学教授，国际量子分子科学院院士，欧洲科学院外籍院士。

## 生平
1962年8月出生于江西省铅山县，籍贯江西省临川县。1983年毕业于中山大学物理系物理专业，获学士学位。同年进入暨南大学物理系深造，师从黄念宁。1985年随导师调动转入武汉大学，1986年获固体物理硕士学位。1989年毕业于复旦大学物理系，师从孙鑫，获理论物理博士学位。1990年至2001年，在比利时蒙斯大学新材料化学实验室从事博士后研究。2001年通过“百人计划”引入中国科学院化学研究所，担任研究员。2008年，通过“长江学者特聘教授奖励计划”入职清华大学化学系。
2018年6月，当选国际量子分子科学院副院长。2022年，加入香港中文大学（深圳），任校长学勤讲座教授。

## 社会兼职
- 中国化学会第二十七届理事会理事、副秘书长（2007年－2010年）
- 中国化学会第二十八届理事会常务理事、副秘书长（2011年－2014年）
- 中国化学会第二十九届理事会常务理事、副秘书长、理论化学专业委员会主任（2015年－2018年）
- 中国化学会第三十届理事会常务理事、副理事长（2019年－2022年）
- 中国化学会第三十一届理事会常务理事、副理事长（2023年－）
- 国际纯粹与应用化学联合会执行委员会委员（2022年－2025年）

## 荣誉
- 国际量子分子科学院院士（2008年7月）[3]
- 英国皇家化学学会会士（2009年）
- 欧洲科学院化学学部外籍院士（2011年10月）[4]
- 中国化学会-阿克苏诺贝尔化学奖（2012年7月）[5]
- 比利时皇家科学院外籍院士（2013年3月2日）
- 全国优秀科技工作者（2014年，中国科协）[6]
- 中国化学会会士（2020年）